# Černohorské Národní muzeum

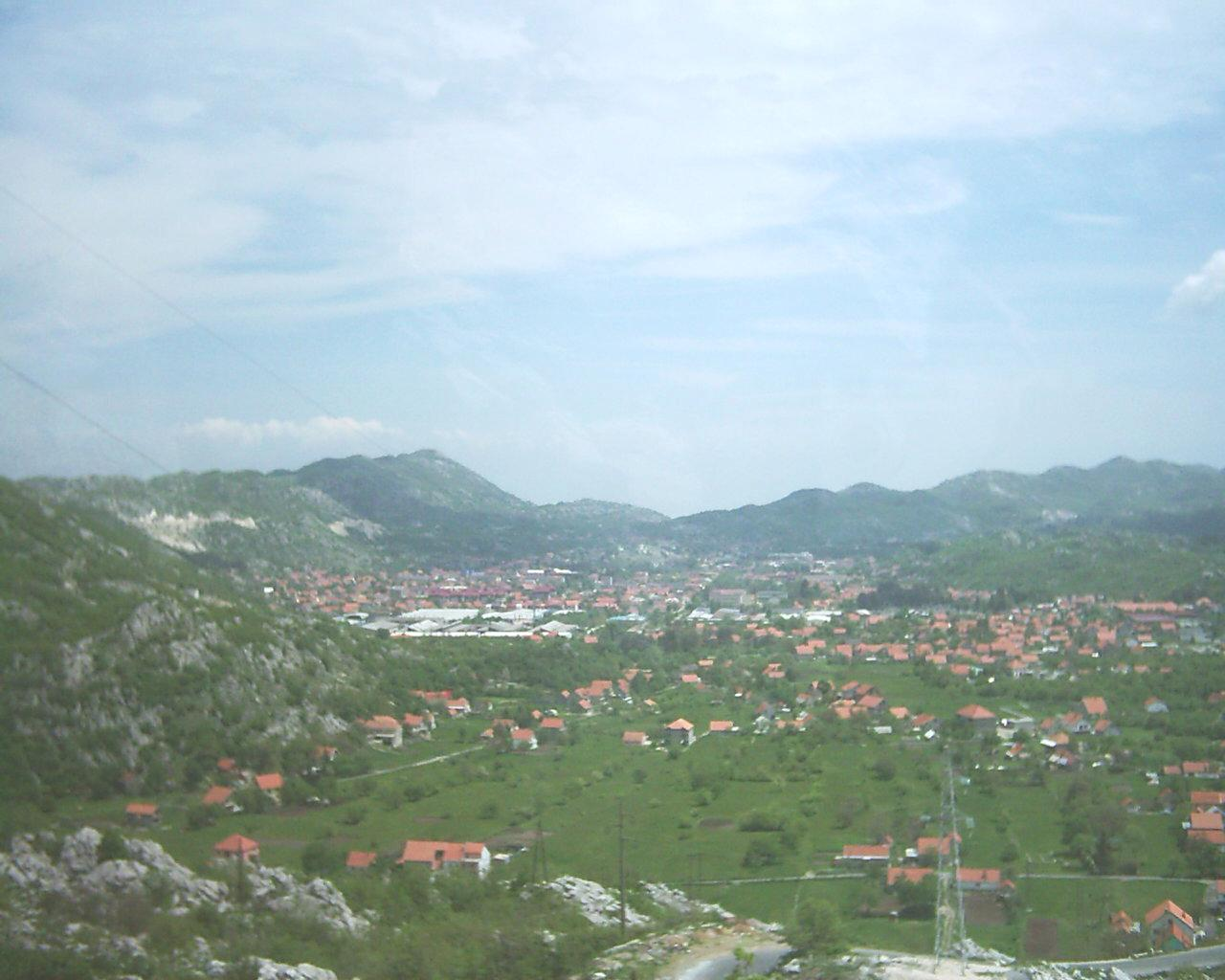
Cetinje

Černohorské Národní muzeum (černohorsky: Narodni muzej Crne Gore) v Cetinje je komplex muzejních institucí v Černé Hoře, který má pět oddělení:
- Muzeum Krále Nikoly I. (Černohorský královský palác)
- Muzeum Umění a Historie (Vladin Dom – Stará budova Parlamentu)
- Biljarda (Palác Petra II. Petroviće-Njegoše)
- Etnografické Muzeum (Budova Srbské ambasády).

Černohorské Národní muzeum vzniklo v roce 1896.
Nejvýznamnějším dílem muzea je "Svatá rodina" italským malířem Giambattista Pittoni, během jeho doby byl nejžádanějším malířem všech královských evropských soudů.

## Muzeum Krále Nikoly I.
Muzeum Krále Nikoly I. (Muzej kralja Nikole) (někdy také státní muzeum) se nachází v Černohorském královském paláci v západní části historického města Cetinje. Návštěvníkům poskytuje přednášky, obrazy a dokumenty o každodenním životě černohorského krále Nikoly I., jeho manželky, královny Mileny Vukotić a jejich dětí. Okolo paláce je krásný park s historickým kostelíkem.
Muzeum je rozděleno do těchto výstav:

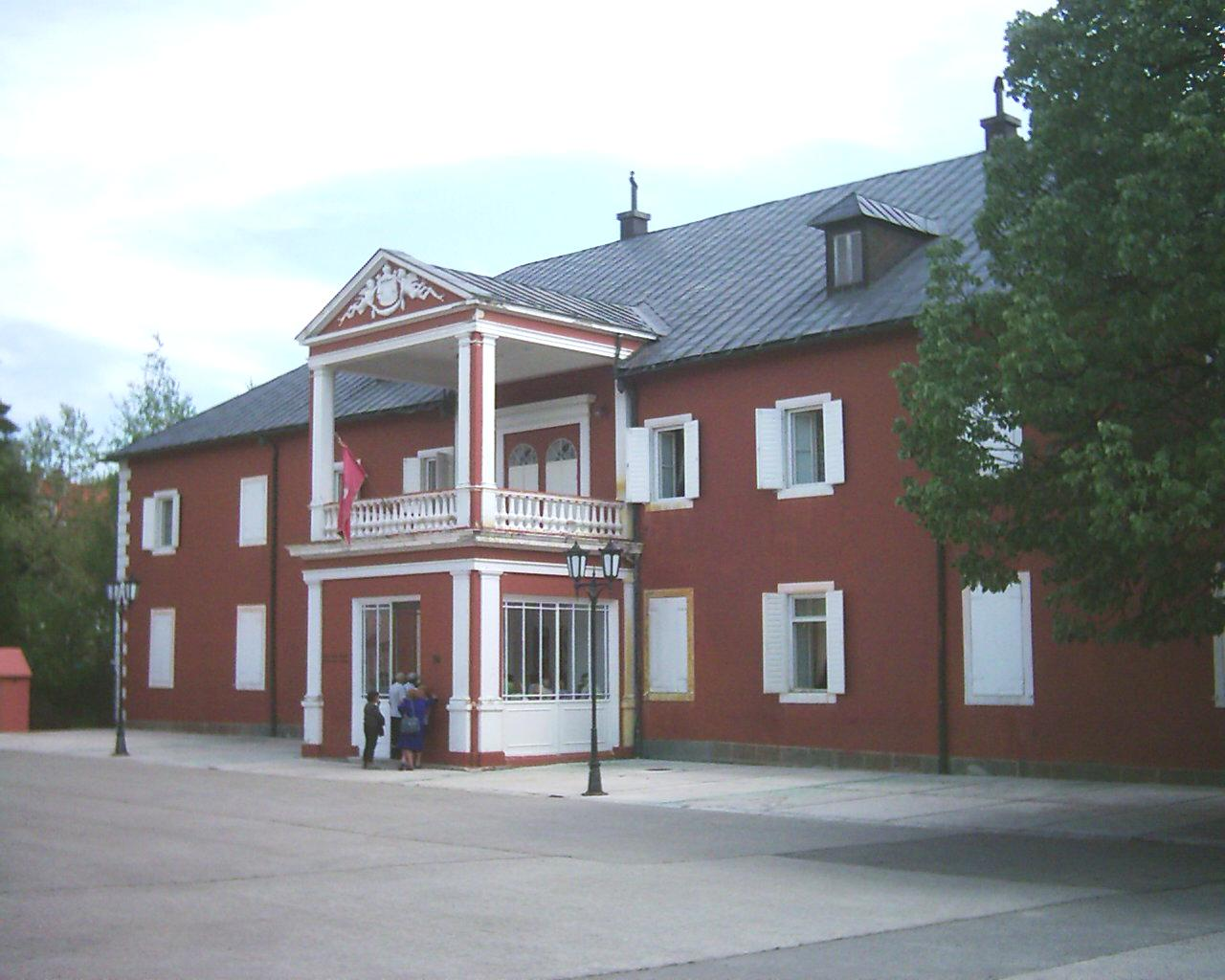
Černohorský královský palác - muzeum Krále Nikoly I.

První patro
- 1. Studovna krále Nikoly I.
- 2. Krbová místnost
- 3., 4., 5., 6. Knihovny

Druhé patro
- 7. Indonéský salónek
- 8. Benátský salónek
- 9. Velká jídelna
- 10. Rodinná jídelna
- 11. Králův přijímací sál
- 12. Reprezentativní přijímací sál
- 13. Královnin přijímací sál
- 14. Králova ložnice
- 15. Čajový salónek
- 16. Královnina ložnice
- 17. Pokoj Princezny Xenie
- 18. Pokoj Princezny Vjery
- 19. Hudební salónek

## Muzeum Umění a Historie(Istorijski a Umjetnićki muzej Crne Gore)

### Muzeum Historie
Muzeum Historie (Istorijski muzej Crne Gore) sídlí, stejně jako Muzeum Umění, v Budově parlamentu. V Historickém muzeu jsou k dispozici nejstarší malby, písemné dokumenty i filmové verze významných událostí a vůbec všeho, týkajícího se historie Černé Hory, od pravěku,
přes legendární Zetu a Černohorské království až po současnost.
Muzeum se dělí na tyto části:
- 1. Pravěk a Starověk
- 2. Středověk
- 3. 16., 17., a 18. století
- 4. Novodobý Černohorský stát

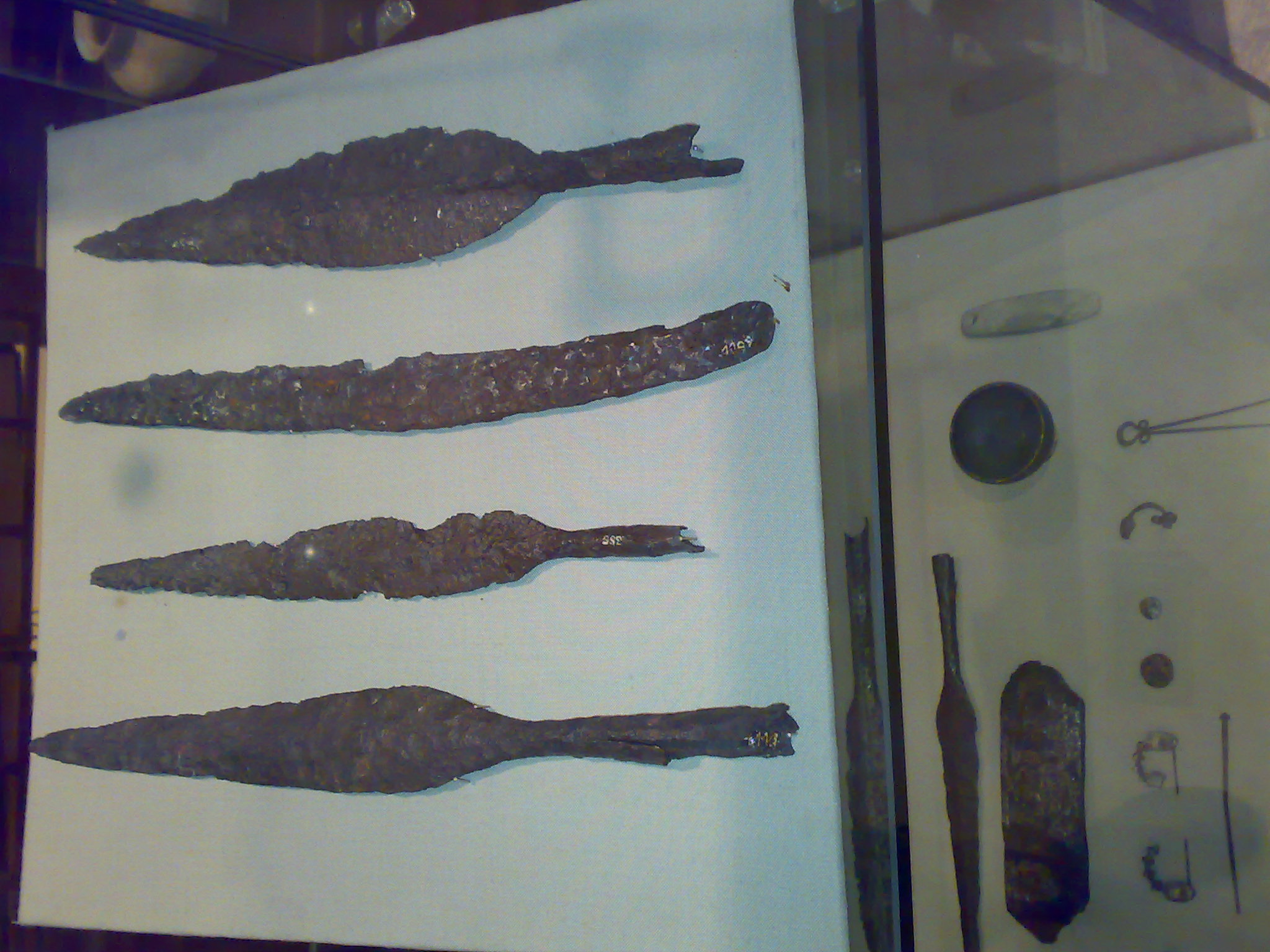
Bronzové dýky v Muzeu Historie

- 5. Černá Hora v letech 1918 – 1941
- 6. 2. světová válka a poválečná Černá Hora

### Muzeum Umění
Muzeum Umění (Umjetnićki muzej Crne Gore) leží v bývalé Budově parlamentu, v severozápadní části Cetinje. Jako největší muzeum Černé Hory si získalo nevídaný obdiv návštěvníků, přestože nejoblíbenější a nejnavštěvovanější je mnohem menší Muzeum Krále Nikoly I. Galerie ukrývá nejen známé černohorské tváře na plátnech, ale i díla předních umělců z Černé Hory, sochy, vázy, hudební listy a spoustu dalších velmi zajímavých věcí.
Části galerie jsou tyto:
- 1. Jugoslávská kolekce

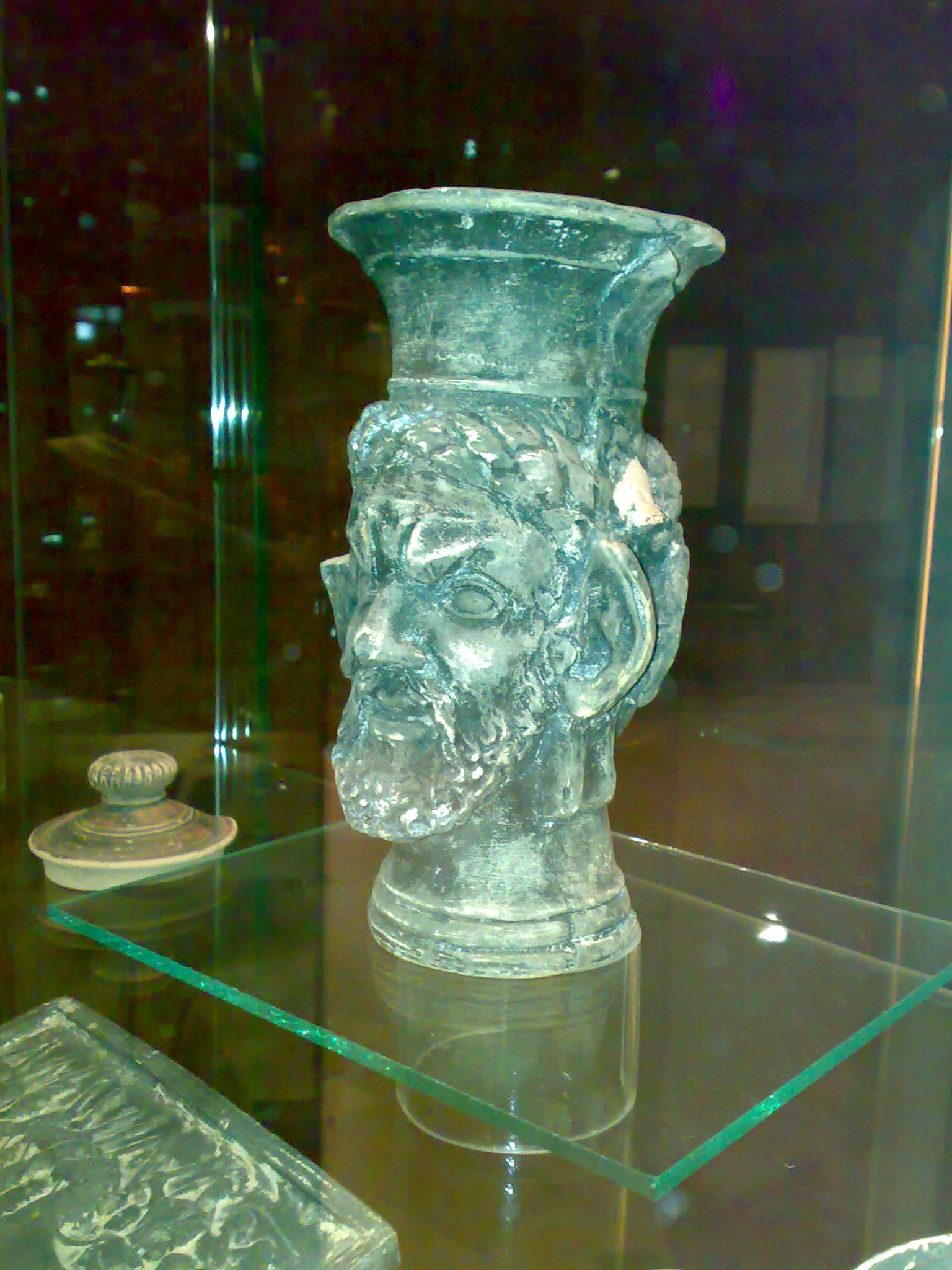
Historická soška, Muzeum Umění

- 2. Kolekce Milice a Svetozara Vukmanoviće
- 3. Portréty
- 4. Modrá kaple a Paní z Filerma
- 5. Černohorská kolekce
- 6. Práce Mila Milunoviće
- 7. Práce Petara Lubardy
- 8. Práce Branka Filipoviće
- 9. Práce Miodraga Dado Đuriće

## Biljarda

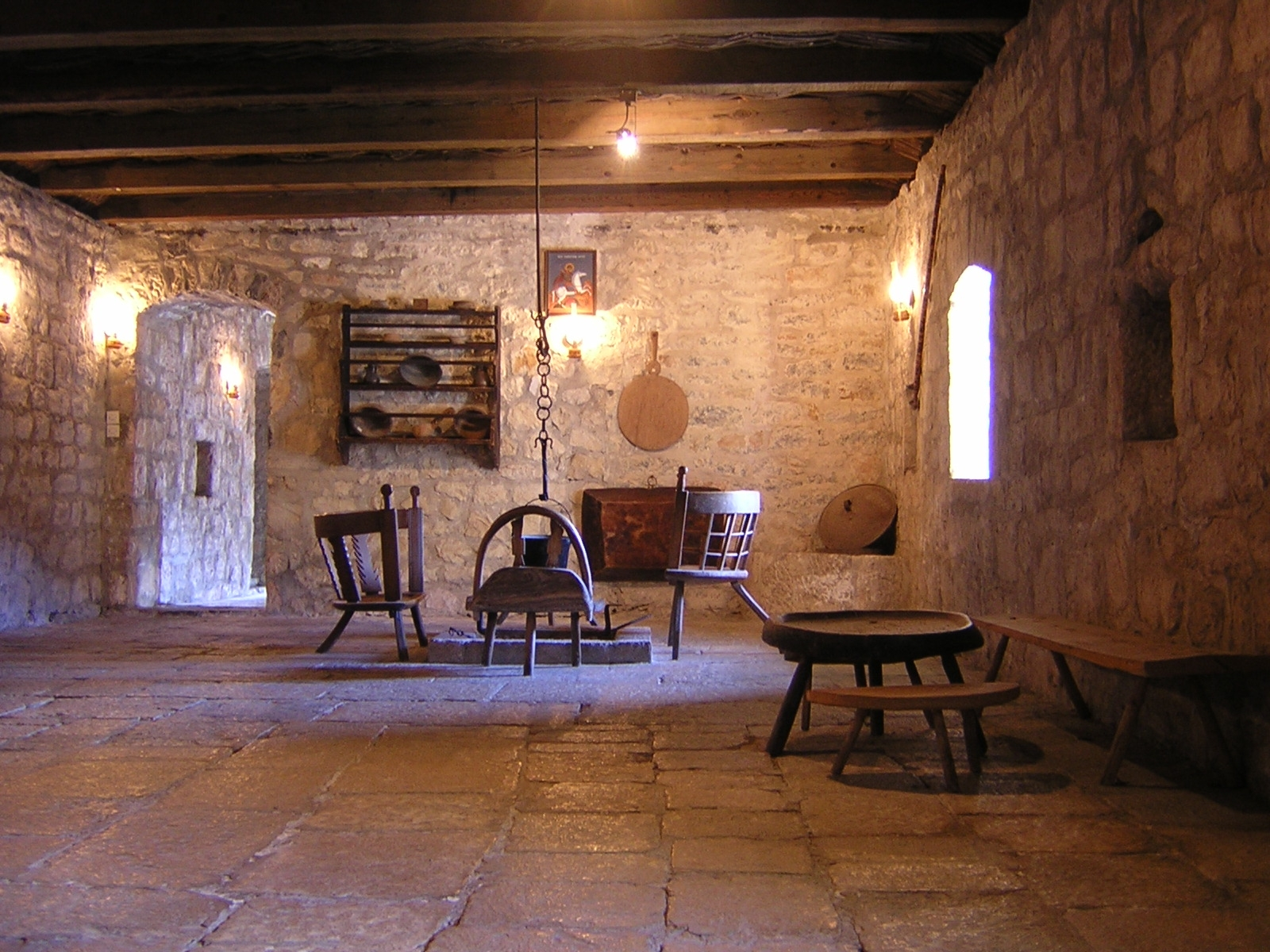
Interiér pokoje v Biljardě

Biljarda byla rezidencí krále Petara II. Petroviće-Njegoše, navržená a postavená roku 1838 Jakovem Ozerechovskim. Muzeum nabízí výstavy, informace a obrazy o životě krále Petara II. a o době, kdy vládl Černé Hoře.

Portrét krále Petara II.

Rozdělení muzea:
- 1. Zbrojnice
- 2. Senátní hala
- 3. Knihovna
- 4. Ložnice
- 5. Pokoj Njegošského sekretáře
- 6. Státní sál
- 7. Práce Njegošů
- 8. Mapa Černé Hory

## Etnografické Muzeum
Etnografické Muzeum (Etnografski muzej) bylo do zemětřesení roku 1979 v paláci Biljarda, poté se přesunulo do budovy Vladin dom – do staré Srbské ambasády v centru Cetinje. Nová ambasáda byla postavena v roce 1987. I přes nejmenší zájem turistů je muzeum populární a návštěvníkům zobrazuje zemědělské a jiné staré nástroje, starší i moderní černohorské odívání, doplňky, věci pro domácnost a podobně.
Dělí se na tyto oddělení:
- 1. První předměty z hrubého a nezpracovaného materiálu
- 2. Tradiční vlněné oděvy
- 3. Vertikální objevy – variace oděvních a domácích doplňků
- 4. Horizontální objevy
- 5. Tradiční ornamenty
- 6. Národní kostýmy
- 7. Krajky a výšivky